# تشارلز راسيل (سياسي)
تشارلز راسيل (بالإنجليزية: Charles Russell)‏ هو سياسي أسترالي، ولد في 24 أبريل 1907 في أستراليا، وتوفي في 21 أكتوبر 1977 في دالبي في أستراليا. حزبياً، نشط في الحزب الوطني الأسترالي. وقد انتخب عضو مجلس النواب الأسترالي عن دائرة Division of Maranoa ‏ (10 ديسمبر 1949 – 28 أبريل 1951) وانتخب عضو المجلس التشريعي ولاية كوينزلاند عن دائرة Electoral district of Dalby ‏ (3 مايو 1947 – 28 أكتوبر 1949).